# Теодор Кабакчиев
Теодор Смиленов Кабакчиев е български мотоциклетист, световен шампион. 
Донася историческа титла на България в клас „Джуниър“ от първенството на Международната федерация по мотоциклетизъм (FIM) по супер ендуро в зала, като това става факт след обявеното решение на световната мото централа, промоутърът на сериите ABC Communications и полският организатор Sport Up през март 2020. 

## Биография
Теодор Кабакчиев е роден на 16 март 1998 година в град Габрово, България. Теодор получава първия си мотор на 4-годишна възраст като подарък за рождения си ден, което запалва искрата и спортния му дух. Започва да се състезава от съвсем ранна възраст (10) и преследва международна състезателна кариера. 
Редом с националните и международни състезания завършва Национална Априловска Гимназия в Габрово с отличие през 2017 година. Продължава образованието си във Варна във Висше военноморско училище (Варна) (2017 г.) с прехвърляне в Минно-Геоложки Университет „Свети Иван Рилски“ (2018 г.) в София, но страстта му към моторите го води към Национална Спортна Академия „Васил Левски“ (НСА) ,където следва учебната дисциплина „Авто-Мото Спорт“ в сектор „Автомобилен и мотоциклетен спорт“ с доцент Димитър Илиев.
В края на 2019 г. г-н Николай Събев, собственик на ЕКОНТ забелязва потенциала на Теодор и го финансира изцяло в борбата му в световните шампионати.

## Състезателна кариера

### Национално първенство
| Сезон | Шампионат                | Клас         | Място |
| ----- | ------------------------ | ------------ | ----- |
| 2008  | BG-X Enduro Championship | Мини Джуниър | 2-ро  |
| 2009  | BG-X Enduro Championship | Мини Джуниър | 1-во  |
| 2010  | BG-X Enduro Championship | Мини Джуниър | 2-ро  |
| 2012  | BG-X Enduro Championship | Стандарт     | 2-ро  |
| 2013  | BG-X Enduro Championship | Про          | 2-ро  |
| 2014  | BG-X Enduro Championship | Про          | 1-во  |
| 2015  | BG-X Enduro Championship | Про          | 1-во  |
| 2016  | BG-X Enduro Championship | Про          | 1-во  |
| 2017  | BG-X Enduro Championship | Про          | 1-во  |
| 2018  | BG-X Enduro Championship | Про          | 1-во  |
| 2019  | BG-X Enduro Championship | Про          | 1-во  |

Теодор стартира своята спортна кариера през 2008 г. (само на 10 години) като се включва в българския шампионат по ендуро в клас Мини Джуниър, в който се състезава до 2010 г. и печели призови места.
През 2012 г. преминава в клас Стандарт, в който се класира на 2-ро място. От 2013 г. до 2020 г. Теодор се състезава в клас Про като безапелационно защитава първата позиция 7 години подред, а за 2015 и 2018 година печели и приза за Спортист на Община Габрово.

### Международни състезания
| Сезон | Състезание                            | Държава             | Клас          | Място |
| ----- | ------------------------------------- | ------------------- | ------------- | ----- |
| 2014  | Erzberg Rodeo                         | Австрия             | Хеър Скрембъл | 75-о  |
| 2015  | King of the Hill                      | Румъния             | Стандарт      | 3-то  |
| 2015  | Erzberg Rodeo                         | Австрия             | Хеър Скрамбъл | 26-о  |
| 2015  | Red Arena Hard Enduro                 | Турция              | Про           | 2-ро  |
| 2016  | BMU European Enduro Championship      | Румъния             | Про           | 1-во  |
| 2016  | Enduro World Championship             | Гърция              | Джуниър       | 15-о  |
| 2016  | Erzberg Rodeo                         | Австрия             | Ендурокрос    | 1-во  |
| 2016  | Six Days Crazy Job                    | България            | Про           | 1-во  |
| 2016  | Red Bull Sea to Sky                   | Турция              | Про           | 11-о  |
| 2017  | Erzberg Rodeo                         | Австрия             | Хеър Скрембъл | 27-о  |
| 2017  | Red Bull Romaniacs Hard Enduro Rallye | Румъния             | Голд          | 15-о  |
| 2017  | Red Bull Sea to Sky                   | Турция              | Про           | 12-о  |
| 2017  | Superenduro Istanbul                  | Турция              | Про           | 1-во  |
| 2018  | Six Days Crazy Job                    | България            | Про           | 1-во  |
| 2018  | BMU European Enduro Championship      | Северна Македония   | Про           | 1-во  |
| 2018  | Enduro Fenix                          | Босна и Херцеговина | Про           | 2-ро  |
| 2018  | Erzberg Rodeo                         | Австрия             | Рокет Райд    | 3-то  |
| 2019  | Xross Challenge                       | Сърбия              | Про           | 2-ро  |
| 2020  | Red Bull Romaniacs                    | Румъния             | Голд          | 8-о   |

Теодор започва преследването на мечтата си за световна титла още през 2014 г. като редом с националния шампионат започва да се състезава и в международни формати. Взема участие в Ерзберг Родео в Австрия и се класира на 75-а позиция.  
През 2015 г. участва отново и се класира на впечатляващото 28-о място. През същата година участва и в Румъния на King of the Hill в клас Стандарт, където се класира на трето място.
През 2016 г. се състезава отново в „Ерзберг Родео“, Австрия, където заема впечатляващото 19-о място в пролога и побеждава в дисциплината ендурокрос. Същата година завършва състезанието Red Bull Sea to Sky в Турция на престижното 11-о място, участва в кръг от Световния ендуро шампионат (класическо ендуро) в Гревена, Гърция и печели първо място в Източноевропейския ендуро шампионат, второ място в Европейския ендуро шампионат в Румъния и първо място в Балканския хард ендуро шампионат.
За сезон 2017, Теодор Кабакчиев е вече утвърдено лице на България в световните хард ендуро надпревари. През годината участва в няколко супер престижни световни надпревари, рамо до рамо с най-добрите пилоти на планетата. Става първият българин преминал през финалната арка на „Ерзбергродео“ в Австрия – най-трудното състезание по хард ендуро на планетата макар и извън регламентираното време, като заема 27-о място от общо над 2000 участници. Завършва на 12-о и 15-о място в още две от надпреварите, които събират елита на хард ендурото – Red Bull Sea to Sky в Турция и Red Bull Romaniacs в Румъния.
Като подготовка за Световните серии по Супер ендуро участва и печели състезание организирано от Турската мотоциклетна федерация в 22 хилядната „Синан Ердем дом“ в Истанбул. В България завоюва без напрежение четвъртата си национална титла. В допълнение печели и шестдневното международно състезание в България – Six Days Crazy Job. 
През 2018 г., Теодор се концентрира върху състезанията от Световния шампионат на суперендуро в зала към FIM, но продължава да се състезава и в международни формати. Печели Супер Ендуро състезание в Бергама, Турция. Включва се отново в надпреварата Erzberg Rodeo в Австрия, където извоюва трето място в дисциплината на Rocket Ride. Става и републикански шампион като печели всички стартове от българския ендуро шампионат, с което си осигурява пета поред национална титла.

За сезон 2019, взема участие в Ерзберг Родео Red Bull Hare Scramble, но поради техническа неизправност не успява да завърши състезанието. От друга страна това не му попречва да помогне на конкурентите си да завършат трасето в „no help zone“, където дава урок по спортсментство. Също участва в състезанието Xross Challenge в Тара, Сърбия като там извоюва второ място в клас Про. 
Сезонът 2019/2020 е от най-силните на Теодор. Триумфира в два от четирите кръга и печели пет от проведените общо 12 състезателни манша, а в други три завърши втори. Така завърши начело при пилотите до 23 години и спечели световното злато.
През есента на 2020г. участва в едно от най-трудните и екстремни хард ендуро състезания в света - Red Bull Romaniacs, в клас Gold, който по определение е „невъзможен за каране, освен ако не си бог на екстремното ендуро“. В клас Gold има около 50 състезателя в света, които са способни и имат уменията да завършат трака. Кабакчиев успя да завърши 8-и в крайното класиране. Единственият не-фирмен състезател, който успя да влезе в топ 10 на най-елитните ендуро състезатели.

### Състезания за световно първенство
| Сезон       | Шампионат                          | Държава             | Клас    | Място |
| ----------- | ---------------------------------- | ------------------- | ------- | ----- |
| 2016 / 2017 | FIM SuperEnduro World Championship | Полша               | Джуниър | 8-о   |
| 2017 / 2018 | FIM SuperEnduro World Championship | Полша               | Джуниър | 11-о  |
| 2017 / 2018 | FIM SuperEnduro World Championship | Германия            | Джуниър | 9-о   |
| 2017 / 2018 | FIM SuperEnduro World Championship | Испания             | Джуниър | 4-то  |
| 2018 / 2019 | FIM SuperEnduro World Championship | Полша               | Джуниър | 9-о   |
| 2018 / 2019 | FIM SuperEnduro World Championship | Германия            | Джуниър | 11-о  |
| 2018 / 2019 | FIM SuperEnduro World Championship | Испания             | Джуниър | 5-о   |
| 2018 / 2019 | FIM SuperEnduro World Championship | Унгария             | Джуниър | 7-о   |
| 2018 / 2019 | FIM SuperEnduro World Championship | Испания             | Джуниър | 4-то  |
| 2019 / 2020 | FIM SuperEnduro World Championship | Полша               | Джуниър | 3-то  |
| 2019 / 2020 | FIM SuperEnduro World Championship | Германия            | Джуниър | 8-о   |
| 2019 / 2020 | FIM SuperEnduro World Championship | Испания             | Джуниър | 1-во  |
| 2019 / 2020 | FIM SuperEnduro World Championship | Унгария             | Джуниър | 1-во  |
| 2022        | FIM Hard Enduro World Championship | Minus 400           | Про     | 6-о   |
| 2022        | FIM Hard Enduro World Championship | Xross Challenge     | Про     | 2-o   |
| 2022        | FIM Hard Enduro World Championship | Erzberg Rodeo       | Про     | DSQ   |
| 2022        | FIM Hard Enduro World Championship | Red Bull Abestone   | Про     | 8-o   |
| 2022        | FIM Hard Enduro World Championship | Red Bull Romaniacs  | Про     | 2-o   |
| 2022        | FIM Hard Enduro World Championship | Tennessee Knock Out | Про     | 5-o   |
| 2022        | FIM Hard Enduro World Championship | Red Bull Outliers   | Про     | 7-o   |
| 2022        | FIM Hard Enduro World Championship | Hixpania            | Про     | DNF   |

През сезон 2016/2017 г., Теодор дебютира в световния шампионат по Супер Ендуро в зала в Краков, Полша. Класира се на 8-о място и взема 22 точки като бележи и първото българско участие в шампионата.
Сезон 2018/2019 г., заема 11-о място в първия кръг, проведен в Полша. Взема участие и в стартове в Германия(9-о място) и Испания(4-то място).
През 2018 г. Теодор все още е единственият български състезател, участник в Световния шампионат по Супер Ендуро в зала. В кръга в Германия заема пето място. Най-големият му успех за годината постига на Националния празник 3 март в Билбао, Испания.  Заема второ място в един от маншовете на клас „Джуниър“ (до 23 години) и четвърто в крайното класиране за кръга. В годишното класиране на първенството на планетата става девети.
През 2019 г. Теодор се съсредоточава върху състезанията от световния шампионат по супер ендуро в зала, като стартира с 11-о място в първия кръг в Германия и последващо 5-о място във втори кръг в Мадрид, Испания. Класира се на 7-о място в кръга в Унгария и 4-то място отново в Испания.
През 2020 г. номер 23 от България се представя на FIM Super Enduro World Championship с чисто нов екип, брандирани с логото на официалния му спонсор за Световния шампионат – фирма „Еконт“. Благодарение на партньорството с „Еконт Експрес“, Тедо има възможност да направи по-сериозна подготовка за Супер Ендуро сериите. Заминава за Испания в началото на ноември 2019. Подготвя се на трасета в околностите на Барселона, подобни на тези от световния шампионат. Кабакчиев тренира ежедневно заедно със състезатели на световно ниво като Теди Блазусиак, Джони Уолкър, Пол Тарес и др. 
Започва ударно сезон 2020 в Световния шампионат по Супер Ендуро - с подиум от 3-то място в първият кръг в Полша. 
В следващия кръг в Германия, Теодор получава технически проблем - гърми му задният амортисьор по време на един от състезателните маншове. Бори се до последно и успява да заеме 8-о място. В края на януари, българският пилот пренаписва историята на дисциплината, печелейки първата победа за България. Кабакчиев записа резултат от 2-1-2 в трите манша и направи хиляди наши сънародници горди от звученето на българския химн в Испания. Последва втора победа с резултат 1-1-1 в трите манша в последния кръг в Будапеща, Унгария.  Теодор Кабакчиев спечели шампионската титла в клас Джуниър с актив от 185 точки пред германеца Леон Хентчел (Husqvarna) – 182 т. и американеца Тай Кулинс (TM) – 165 т.
Теодор участва в шампионата на международната федерация по мотоциклетизъм и до момента е единственият български състезател стартирал в световните серии.